# Numb/Encore
"Numb/Encore" är en låt av nu metal-bandet Linkin Park och rapparen Jay-Z från deras gemensamma album Collision Course. Detta var den låt från albumet som fick störst framgång, då den kom på plats nummer 20 på hitlistan Billboard Hot 100 den 1 februari 2005.
Låten släpptes även som en singel samma år. Den kombinerade då Jay-z's låt "Encore" och Linkin Parks låt "Numb". Videon för singeln blev nominerad för MTV Video Music Awards i kategorin Viewer's Choice sent 2005. "Numb/Encore" vann en grammy för bästa rap/sång samarbete år 2006. Showen som Linkin Park gjorde när de vann grammyn innehöll ett framträdande av låten och under det framträdandet så gjorde Paul McCartney ett övervakningsbesök och gick in på scenen och började sjunga en duett med Chester Bennington av The Beatles låt Yesterday. Det finns även en remix av låten där fler artister framträder, däribland: Dr. Dre, Eminem, och 50 Cent.
Låten var signaturmelodin för filmen Miami Vice.
Dr. Dre gjorde sin egen version av låten då han kombinerade låten "Encore" från Eminems album med samma namn med denna version av Numb/Encore.
Meningen "I came, I saw, I conquered" (Jag kom, Jag såg, Jag segrade) som sägs flera gånger under låten är ett citat från den romerska kejsaren Julius Caesar.